# District de Rautahat
Le district de Rautahat (en népalais : रौतहट जिल्ला) est l'un des 77 districts du Népal. Il est rattaché à la province de Madhesh. La population du district s'élevait à 689 915 habitants en 2011.

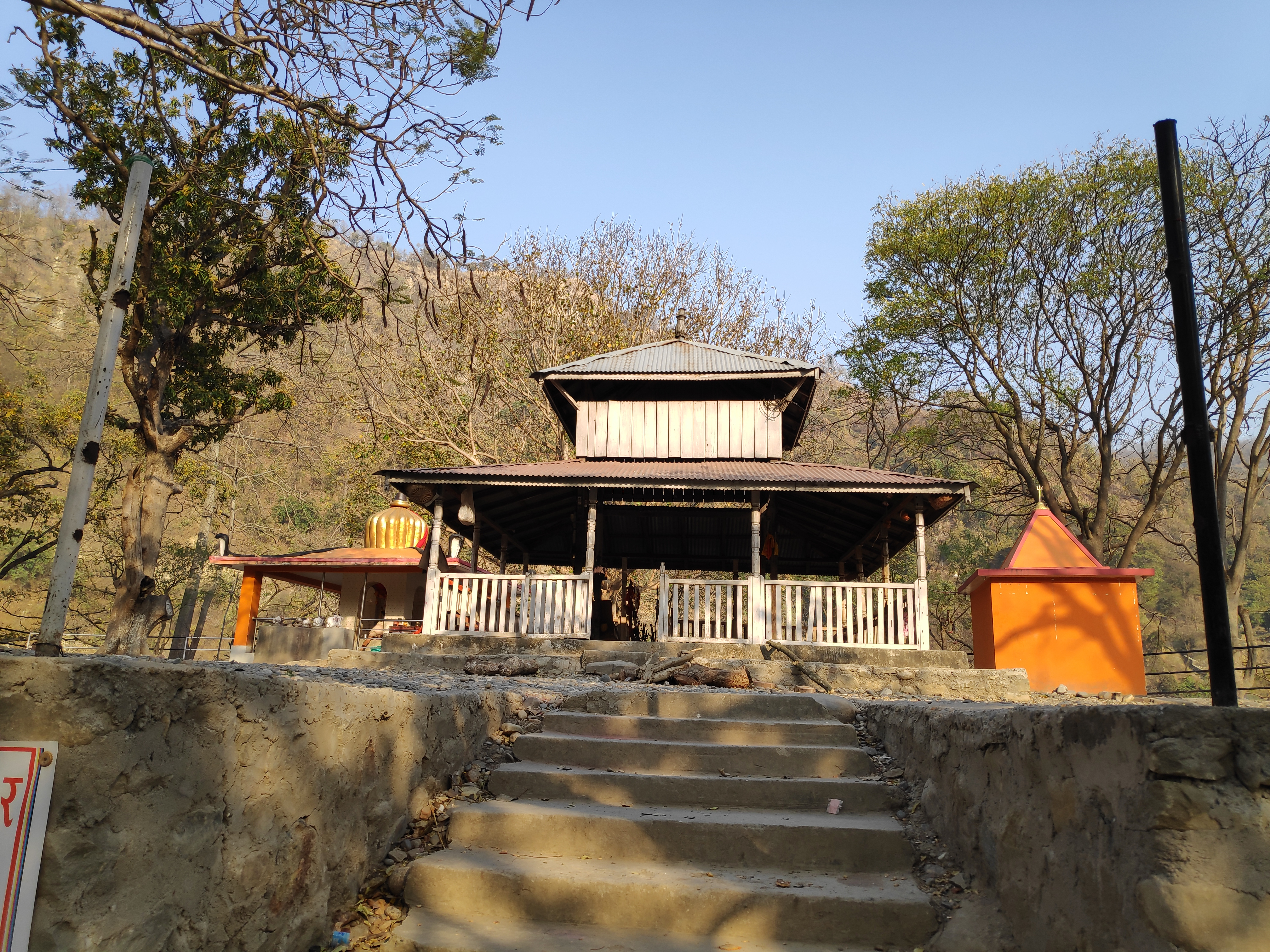
Nunthar Shiva Mandir, Paurai

## Histoire
Il faisait partie de la zone de Narayani et de la région de développement Centre jusqu'à la réorganisation administrative de 2015 où ces entités ont disparu.

## Subdivisions administratives
Le district de Rautahat est subdivisé en 18 unités de niveau inférieur, dont 16 municipalités et 2 gaunpalikas ou municipalités rurales.
| #  | Nom            | Nom en népalais | Type         | Population (2011) | Superficie (km2) |
| -- | -------------- | --------------- | ------------ | ----------------- | ---------------- |
| 1  | Chandrapur     | चन्द्रपुर          | municipalité | 72 059            | 249,96           |
| 2  | Garuda         | गरुडा             | municipalité | 50 481            | 44,46            |
| 3  | Gaur           | गौर              | municipalité | 34 937            | 21,53            |
| 4  | Boudhimai      | बौधीमाई            | municipalité | 36 265            | 35,343           |
| 5  | Brindavan      | बृन्दावन           | municipalité | 42 735            | 95,4             |
| 6  | Dewahi Gonahi  | देवाही गोनाही         | municipalité | 32 143            | 33,99            |
| 7  | Gadhimai       | गढीमाई            | municipalité | 40 410            | 49,44            |
| 8  | Gujara         | गुजरा             | municipalité | 46 592            | 150,33           |
| 9  | Katharia       | कटहरिया           | municipalité | 38 413            | 40,69            |
| 10 | Madhav Narayan | माधव नारायण        | municipalité | 35 175            | 48,53            |
| 11 | Moulapur       | मौलापुर            | municipalité | 26 431            | 34,75            |
| 12 | Fatuwabijaipur | फतुवाबिजयपुर        | municipalité | 36 533            | 65,24            |
| 13 | Ishnath        | ईशनाथ            | municipalité | 41 435            | 35,17            |
| 14 | Paroha         | परोहा             | municipalité | 37 453            | 37,45            |
| 15 | Rajpur         | राजपुर            | municipalité | 41 078            | 31,41            |
| 16 | Rajdevi        | राजदेवी            | municipalité | 31 292            | 28,21            |
| 17 | Durga Bhagwati | दुर्गा भगवती        | gaunpalika   | 22 599            | 19,8             |
| 18 | Yamunamai      | यमुनामाई           | gaunpalika   | 23 884            | 16,7             |